# Saint Philip (Antigua en Barbuda)
Saint Philip is een van de zes parishes van Antigua en Barbuda. De parish omvat de plaatsen Freetown, Glanvilles, Newfield, Seatons, Willikies, en Willoughby. Het eiland Long Island behoort tot de parish.

## Long Bay
In het noorden van Saint Philip bevindt zich Long Bay, een lang witzandstrand. Het strand is door koraalriffen beschermd en heeft rustig water dat geschikt is voor kinderen. Er bevinden restaurants en hotels aan het strand, en er zijn mogelijkheden tot watersporten als duiken, snorkelen, en waterskiën.

## Devil's Bridge
Devil's Bridge is een natuurlijke brug en bevindt ongeveer 1,5 km ten noorden van Long Bay. Het ligt op de grens van de Atlantische Oceaan en de Caraïbische Zee. De zee rond Devil's Bridge is erg wild en de rotsachtige kust is grillig van vorm. De natuurlijke brug is 20 meter lang en 4 meter breed. In het gebied bevinden zich verschillende blaasgaten. Sinds 2008 is een gebied van 0,99 km² rond de natuurlijke brug beschermd als natuurmonument.

## Half Moon Bay
Half Moon Bay is een baai in het zuidoosten van Saint Philip in de buurt van Freetown. Het strand heeft wit zand en de vorm van een halve maan. Het is beschermd door een koraalrif, maar het water kan onrustig zijn bij harde wind. Het strand biedt mogelijkheden tot duiken en snorkelen.
Eind jaren 1950 werd Half Moon Bay Resort als een van de eerste toeristische resorts gebouwd aan de baai. In 1995 werd het hotel verwoest door orkaan Luis. In 2001 werd het geconfisqueerd door de overheid van Antigua en Barbuda, en het volgende jaar verkocht aan de Amerikaanse bankier Allen Stanford. De oorspronkelijke eigenaar heeft rechtszaken aangespannen over de confiscatie. In 2009 werd Stanford door de Amerikaanse SEC aangeklaagd vanwege US$8 miljard fraude, en werd veroordeeld tot 110 jaar gevangenisstraf. De ruïnes van het hotel bevinden zich aan het strand.

## Galerij

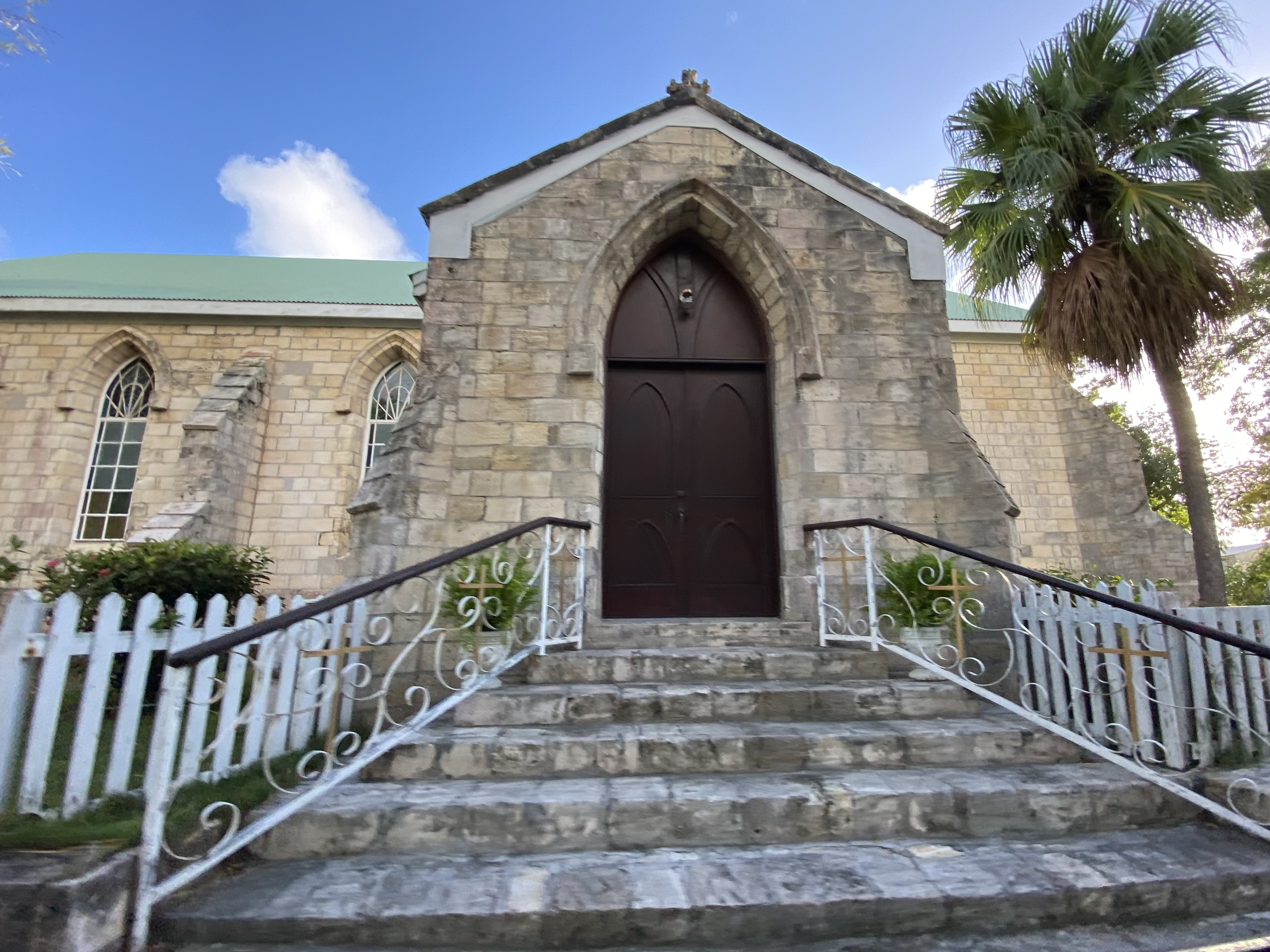
Anglicaanse kerk van Saint Philip
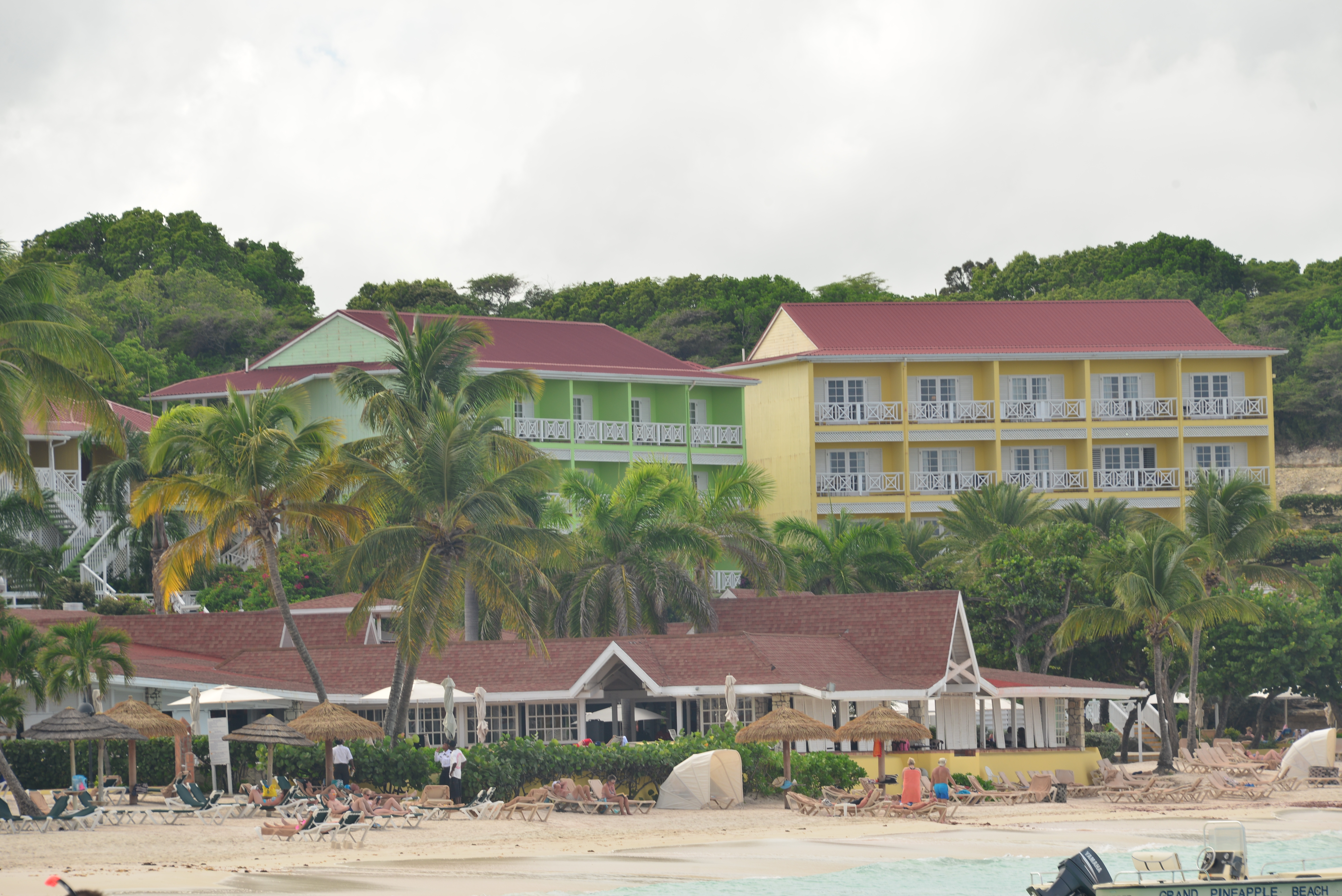
Long Bay
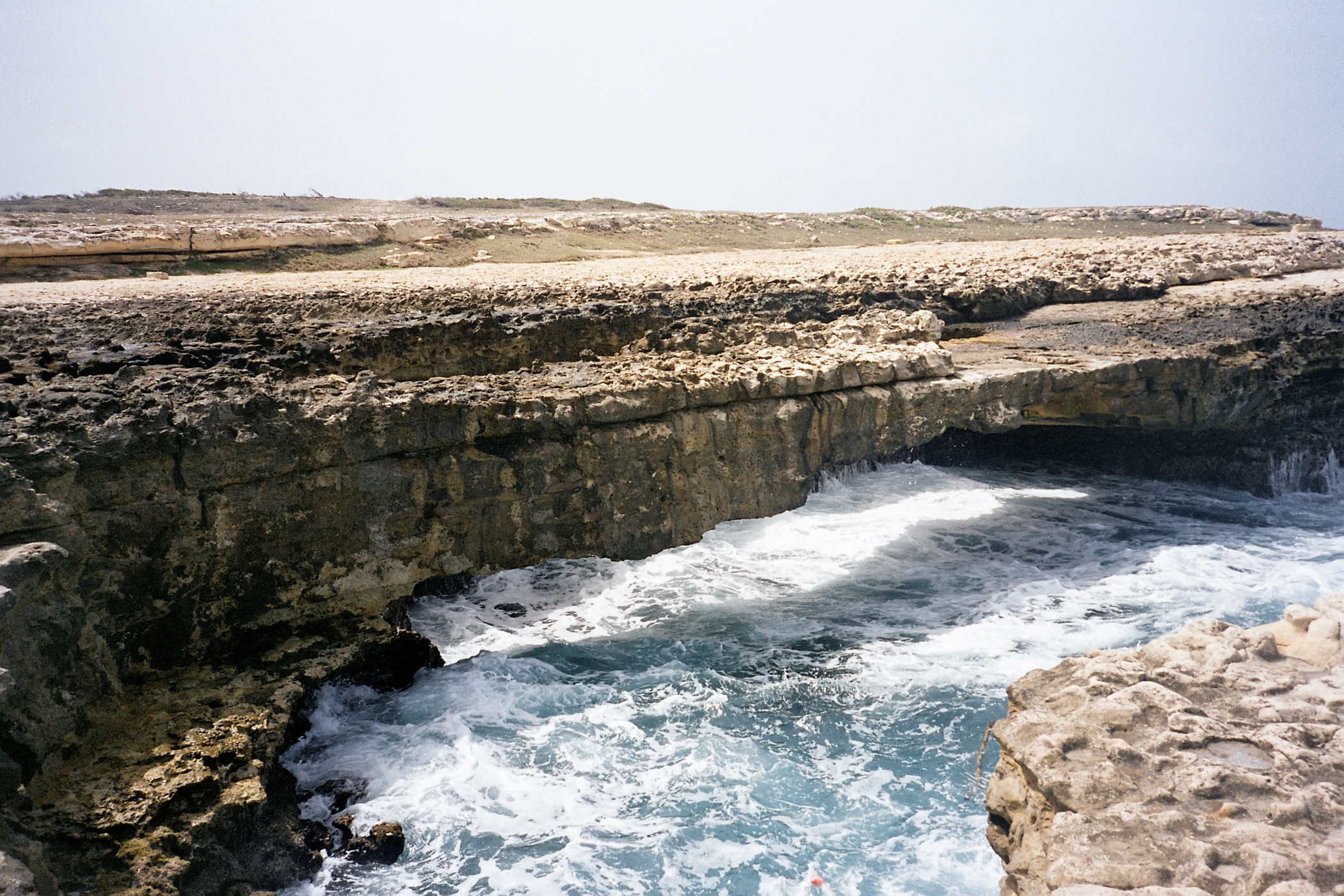
Devil's Bridge
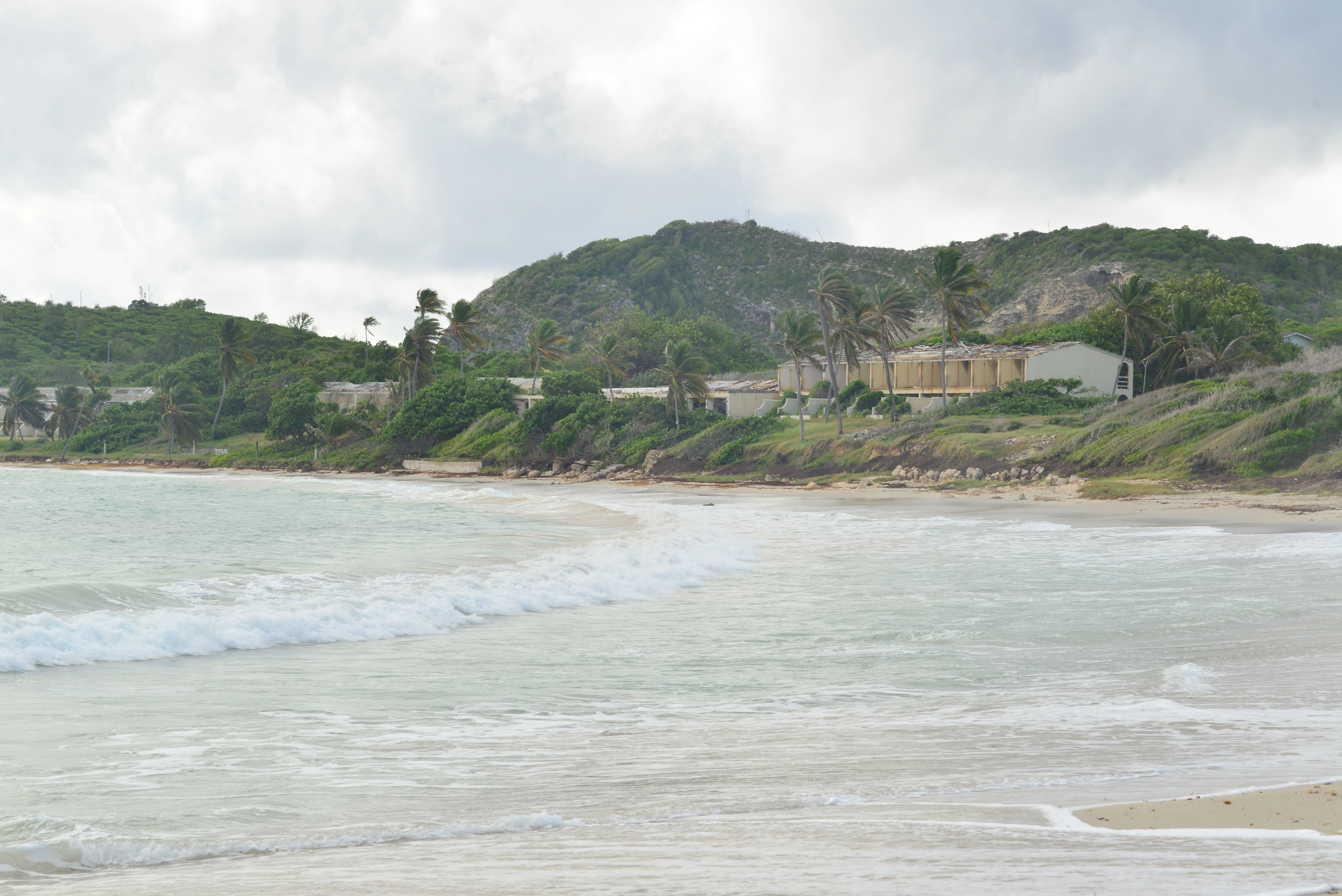
Half Moon Bay